# Chamaeza turdina
Chamaeza turdina е вид птица от семейство Formicariidae.

## Разпространение
Видът е разпространен в Колумбия и Венецуела.